# 黑斑裸颊鲷
黑斑裸颊鲷（学名：Lethrinus rhodopterus）为裸颊鲷科裸颊鲷属的鱼类。分布于印度洋北部沿岸、东至澳大利亚、北至日本、台湾岛以及中国南海等海域，属于热带底栖性鱼类。该物种的模式产地在新加坡。

## 扩展阅读
維基物種上的相關：黑斑裸颊鲷